# جسیکا روسی
جسیکا روسی (ایتالیایی: Jessica Rossi؛ زادهٔ ۷ ژانویهٔ ۱۹۹۲) تیرانداز اهل ایتالیا است.
او در مسابقات کشوری و بین‌المللی در مجموع برندهٔ ۱۰ مدال طلا، ۶ مدال نقره، ۲ مدال برنز شده‌است.